# Немцова, Дана
Дана Немцова (чеш. Dana Němcová; имя при рождении — Данушка Немцова (чеш. Danuška Němcová); 14 января 1934[…], Мост, Северочешский край[…] — 11 апреля 2023[…], Прага) — чешский психолог, критик и диссидент коммунистического режима. Была одной из первых подписавших Хартию 77,  позже исполняла роль пресс-секретаря и соучредителя Комитета защиты несправедливо преследуемых. После Бархатной революции, в 1990—1992 годах, она была депутатом Палаты наций и Народной палаты Федерального собрания от Гражданского форума, позже от Гражданского движения.

## Биография
Родилась в Мосте 14 января 1934 года в семье учителей. Детство провела в Кладно и Нове-Место-над-Метуей. В 1938 году ее родители бежали вместе с ней из своего родного города Моста из-за Мюнхенского соглашения от 30 сентября 1938 года.
После окончания Второй мировой войны вернулась вместе с семьёй на родину. В 1953 году она переехала в Прагу. В 1955 году вышла замуж за психолога и католического интеллектуала Йиржи Немца (1932—2001), от которого у нее было семеро детей. Ее муж Йиржи уехал в изгнание в Австрию в 1983 году. Это было одно из самых массированных нападений чехословацкого коммунистического режима на подписавших «Хартию 77», совершённое в 1977 году по секретному приказу тогдашнего министра внутренних дел Чехословакии Яромира Обзины. 14 диссидентов были вынуждены подать заявление на выезд из Чехословакии.
В 1979 году она была заключена в тюрьму в Праге-Рузине на шесть месяцев, а затем приговорена к двум годам заключения. После того, как ей запретили работать психологом, она работала уборщицей. Ее следующий арест произошел во время так называемой «Недели Палаха» в январе 1989 года, когда она присутствовала на поминальной службе у Вацлавского памятника на Вацлавской площади в Праге.
Во время Бархатной революции в ноябре 1989 года стала соучредителем Občanské fórum OF (рус. Гражданский форум). После этого, 30 января 1990 года, была кооптирована в Чехословацкое национальное собрание и Чешскую народную палату по избирательному округу 1 (районы Прага 1, 2, 7) как беспартийный депутат и как депутат Гражданской палаты. Форум. После выборов 1990 года и до выборов 1992 года она входила в состав Гражданского форума в парламенте. После распада OF присоединилась к Občanské hnutí (гражданскому движению) в 1991 году.
Как активистка за гражданские права она выступала за психологическую и юридическую поддержку беженцев с 1990-х годов и была членом правления «Комитета доброй воли — Фонда Ольги Гавел», председателем которого также была. Основала Консультационный центр для беженцев и Центр по вопросам миграции.
Умерла 11 апреля 2023 года на 90-м году жизни.